# 龔福燾
龔福燾（？—？），湖南省善化縣人，清朝政治人物、進士出身。
光緒三十年，會試第110名；殿試登進士二甲82名，后授以主事分部學習。后進入日本法政大學速成班第五科。